# Накадзава, Юко
Юко Накадзава (яп. 中澤 裕子 Nakazawa Yuuko, род. 19 июня 1973 года) — японская певица, актриса, первый в истории лидер девичьей идол-группы Morning Musume.

## Биография
Юко Накадзава родилась 19 июня 1973 года, выросла в префектуре Киото.
В 1997 году стала участницей идол-группы Morning Musume, в составе которой в 1998 году дебютировала на мейджоре с песней «Morning Coffee». Была первым в истории лидером этой группы.
В том же 1998 году с синглом «Karasu no Nyoubou» дебютировала как певица в стиле энка. Для своих сольных записей использовала псевдоним 中澤ゆうこ (то есть личное имя писала хираганой).
Выпустилась из группы весной 2001 года.
После этого продолжила сольную карьеру, снимается в дорамах, играет в театре. Также её можно увидеть в различных японских развлекательных телепередачах (в качестве гостьи и ведущей).

## Личная жизнь
В марте 2012 было объявлено, что Юко Накадзава вышла замуж за президента IT-компании. Муж старше её на год.

## Музыкальные коллективы
- Morning Musume (1997—2001)
- Akagumi 4
- H.P. All Stars
- Puripuri Pink
- Dream Morning Musume (2011)

## Дискография
Подробнее см. в разделе «Discography» в английской Википедии.

### Студийные альбомы
| № | Альбом                                                                                              | Чарты     |
| № | Альбом                                                                                              | JP Oricon |
| - | --------------------------------------------------------------------------------------------------- | --------- |
| 1 | Nakazawa Yuuko Dai Isshou (яп. 中澤ゆうこ 第一章) - Дата выхода: 12 декабря 1998 г. - Лейбл: Zetima | 59        |
| 2 | Dai Nisshou ~Tsuyogari~ (яп. 第二章～強がり～) - Дата выхода: 22 июля 2004 г. - Лейбл: Zetima       | 31        |